# John Wijngaards
Johannes Nicolaas Maria  Wijngaards (Surabaya, Indonesia, 1935– Berkshire, 2 de enero de 2025) fue un autor y teólogo católico, conocido por ser un gran defensor  de la ordenación de las mujeres en la Iglesia Católica.

## Primeros años
Wijngaards nació el 30 de septiembre de 1935 de Dietze van Hoesel y el Dr.  Nicolaas Carel Heinrich Wijngaards, ambos ciudadanos holandeses, en la ciudad  indonesia de Surabaya. Durante la Segunda Guerra Mundial, su padre, que había  luchado contra los japoneses, fue enviado como prisionero de guerra a trabajar  en el infame ferrocarril de Birmania en Tailandia, mientras que John junto con  su madre y tres de sus hermanos estuvieron presos en los campos de Java (Malang,  Surakarta y Ambarawa). La familia fue repatriada a los Países Bajos después de la guerra.

## Estudios
Wijngaards se hizo Misionero de Mill Hill y fue ordenado sacerdote en 1959.  Obtuvo la Licencia en Sagrada Escritura en el Pontificio Instituto Bíblico  (Roma), y el Doctorado en Teología en la Pontificia Universidad Gregoriana  (Roma, 1963). Sus estudios se centraron en "Las fórmulas del credo  deuteronómico". La investigación posterior fue publicada bajo el título The Dramatisation of Salvific History in the Deuteronomic Schools (Brill, Leiden 1969) y como comentario de 360  páginas sobre el Deuteronomio en la conocida serie holandesa de comentarios bíblicos  publicados por Romen & Zonen (Roermond 1971).

## Misión en la India
Wijngaards enseñó Sagrada Escritura en el St. John’s Major Seminary de  Hyderabad, India (1963-1976). Durante ese tiempo jugó un papel decisivo en la  fundación del centro de comunicaciones Amruthavani, del Instituto Teológico  Jeevan Jyoti para religiosas y del Jyotirmai, el organismo estatal de  planificación para las diócesis católicas de Andhra Pradesh. Fue profesor adjunto  en el Centro Bíblico Catequético y Litúrgico Nacional en Bangalore, y durante unos  años fue miembro del Consejo Asesor Nacional de la Conferencia de Obispos  Católicos de la India. En este período escribió diferentes libros sobre la  Sagrada Escritura, entre los cuales el conocido Background to the Gospels. La investigación que hizo sobre los ministerios lo convenció de que la  exclusión de las mujeres debe atribuirse a obstáculos culturales, no a la  Escritura o la Tradición. Instó a la jerarquía india a empezar un proceso de  exploración de la ordenación femenina.

## Responsabilidades internacionales
Después de unos años como vicario general de los Misioneros de Mill Hill en  Londres (1976-1982), fue director del Housetop International  Centre for Faith Formation de Londres (1982-2014) que se  convirtió después en el actual Wijngaards Institute for  Catholic Research. De 1983 a  1998 fue también profesor de Sagrada Escritura en el Missionary Institute de  Londres, que está adscrito a la Universidad Católica de Lovaina y a la  Universidad de Middlesex. Durante este tiempo impulsó  la “Walking on Water” (caminar sobre las  aguas), una serie de cursos online para la formación de fe de los adultos, que  fueron coproducidos por 15 países en todos los continentes. Escribió los  guiones de nueve historias para películas breves (de media hora). Produjo la  aclamada película “Journey to the Centre of Love”, de dos horas y media de  duración, de la que fue guionista y productor ejecutivo. Actualmente es  Presidente del Wijngaards Institute Board of Trustees.

## Ministerio para las mujeres
En 1977 Wijngaards escribió: Did  Christ Rule out Women Priest? (¿Prohibió Cristo las mujeres sacerdotes?, McCrimmon) en respuesta a la Inter Insigniores (1976), la declaración  de la Congregación de la Doctrina de la Fe en la que se explican detalladamente  los argumentos del Vaticano para excluir a las mujeres de los ministerios  ordenados. En las décadas siguientes, Roma endureció su oposición a la  ordenación de las mujeres, que culminó en la Ordinatio Sacerdotalis (1995) y en unos documentos posteriores por  los que la libertad de discusión de los teólogos quedó aún más reducida. Como protesta, Wijngaards renunció al ministerio presbiteral el 17 de  septiembre de 1998. Roma respondió a su solicitud de reducción oficial al estado laical el 21 de  febrero de 2000. El 27 de mayo se casó con Jacqueline Clackson en una sencilla  ceremonia eclesiástica. Wijngaards ha continuado publicando sus razones para defender la ordenación de las  mujeres al sacerdocio católico en muchos libros, entre los cuales destacan: The Ordination of Women in the Catholic  Church (La ordenación de las mujeres en la iglesia católica), y No Women in Holy Orders (¿No  mujeres en las órdenes sagradas?). En 1999 creó una página web que se ha convertido en la biblioteca online más  grande del mundo por lo que se refiere a documentos sobre la ordenación de las mujeres. Los católicos tradicionalistas censuran públicamente a John Wijngaards como  "disidente y hereje público". Él sostiene que hablar abiertamente no socava la aceptación de la autoridad  docente del Papa. 

Wijngaards se opone  firmemente a la ordenación ilegítima de mujeres fuera de la estructura  establecida de la Iglesia, tal como se hace en el movimiento Roman Catholic  Women Priests (RCWP). "Nuestro propósito es hacer posible que la Iglesia  Católica en su conjunto admita las mujeres a todos los ministerios. Habremos  fracasado si no incorporamos nuestras reformas en todas las estructuras y a  todos los niveles de la Iglesia Católica. Abandonar la Iglesia no ayuda a  conseguir ese propósito. En la actualidad, experimentamos una grave quiebra en  la Iglesia, ya que la mitad de sus miembros están excluidos de los ministerios  ordenados. Pero la unidad nueva que deseamos se logrará más bien a través de  una confrontación con la jerarquía, aunque esto sea doloroso, que mediante pasos  que en la práctica nos alejarían del cuerpo de la Iglesia.

## Wijngaards  Institute for Catholic Research
Desde 2005, John Wijngaards se ha centrado también en otras cuestiones que  necesitan una reforma en la Iglesia Católica. Ha creado una web pastoral sobre la  sexualidad. Redactó la Catholic Scholars’ Declaration  on Authority in the Church (Declaración de los expertos católicos sobre la  autoridad en la Iglesia) que obtuvo un importante apoyo internacional. Su Centro se convirtió en el “Wijngaards Institute for Catholic Research”. Su objetivo principal es la publicación de opiniones de especialistas católicos  independientes para crear "un think  tank teológico progresista". El Instituto presentó una "petición documentada" al Papa Francisco,  instándolo a restaurar el antiguo diaconado femenino ordenado. En 2016 Wijngaards promovió la Catholic Scholars' Statement on the Ethics of  Using Contraceptives (Declaración de los especialistas católicos  sobre la ética del uso de anticonceptivos) que se lanzó desde una plataforma de las Naciones Unidas.

## Premios
- Grand Prix, como guionista de Journey to the Centre of Love (Viaje al  centro del amor), X Internacional Festival Catholic Film Festival, Varsovia  1995.[25]
- Bronze Award, por la misma película en  el Film Fest de Houston 1997
- Chris Award, en el Columbus Film  Festival de 1997
- Premio Marga Klompé 2005.[26]